# Trigeneración
La Trigeneración es un procedimiento que amplia el sistema de cogeneración añadiendo la producción de frío. En el sistema de cogeneración se producen energía eléctrica y calor a partir de un mismo combustible o una misma fuente de energía primaria; en este sistema se añade la producción de frío.
La aparición de los sistemas de trigeneración tiene su origen en la llamada generación distribuida o descentralizada, que consiste en localizar el sistema de generación en el mismo lugar donde se encuentran los usuarios finales, o muy cerca de ellos.
La forma tradicional de obtener estas energías es por separado: se consume electricidad de la red, se produce el calor mediante calderas de combustible fósil y el frío a partir de ciclos de refrigeración por compresión, que consumen energía eléctrica. Los sistemas de trigeneración y cogeneración tienen ciertas ventajas económicas y medioambientales respecto a la forma convencional de generación, entre ellas un mayor rendimiento energético global, que permite un ahorro de energía primaria y una reducción de emisiones.

## Funcionamiento
La fuente de energía primaria utilizada en sistemas de trigeneración puede ser un combustible fósil como el gas natural o también fuentes de energía renovables o incluso calor residual de procesos industriales, lo cual añade aún más ventajas medioambientales. Además, permite la producción de electricidad, calor y frío de forma independiente de la red eléctrica y si la fuente de energía es renovable, del consumo de combustibles fósiles. Esto reduce la dependencia del exterior, proporcionando seguridad de suministro e independencia energética a los usuarios. Hay instalaciones de trigeneración que utilizan como energía primaria biomasa, energía solar térmica, energía geotérmica, e incluso combinaciones de varias de ellas.
De forma general, una instalación de trigeneración está compuesta por tres sistemas principales:

### Sistema de transformación de la energía primaria
La existencia y las características de este sistema dependen del tipo de energía primaria utilizada. En el caso de utilizar biomasa sería necesaria una caldera para obtener la energía del combustible o en el caso de la energía solar térmica un sistema de captadores solares.

### Sistema motor primario
O equipo de cogeneración, que produce la electricidad y el calor residual aprovechable.
Hay diferentes tipos de tecnologías aplicables como motriz primario: ciclo de vapor (ciclo de Rankine y ciclo orgánico de Rankine), turbina de gas, motor de combustión interna, motor Stirling y pila de combustible. La elección de una u otra tecnología depende principalmente de la potencia eléctrica a instalar y de la fuente de energía primaria disponible y sus características. Como los motores que producen la electricidad generan calor, esta energía residual se emplea para calefacción.

### El sistema de generación de frío
La combinación de la cogeneración con un sistema de producción de frío por absorción da lugar a la trigeneración. Los ciclos de absorción son procesos en los que se puede obtener frío a partir de una fuente de calor y son los más utilizados en instalaciones de trigeneración, aunque también pueden utilizarse ciclos convencionales de refrigeración por compresión. Este calor puede ser el calor residual del motriz primario o provenir directamente de la transformación de la energía primaria. 
En la época estival, la demanda de calor baja considerablemente, por lo que el calor producido en los equipos de cogeneración puede aprovecharse para generar frío para la refrigeración necesaria en esta época. La producción de frío supone un aumento de las horas de operación y del factor de utilización de las instalaciones respecto a las de cogeneración, permitiendo al sistema operar con una carga más estable a lo largo del año, favoreciendo su viabilidad económica. De esta forma se consigue a partir de una energía primaria tres tipos de energía, junto con un importante ahorro económico y una buena alternativa para el medio ambiente.

### Ventajas
La primera ventaja del sistema (sea cogeneración o trigeneración) sobre los procedimientos tradicionales consiste en que, aunque la producción de energía eléctrica por combustibles en gran escala tiene mayor rendimiento, el transporte posterior, incluyendo las transformaciones de tensión necesarias, supone una gran pérdida de energía, lo que no sucede en este caso, en que la energía se consume en el mismo lugar de producción. Con la producción a gran escala, y contemplando la producción de un país en conjunto, las pérdidas por este concepto se aproximan al 50% por ciento de la energía eléctrica total producida.
Otra ventaja es el aprovechamiento de la energía térmica, que es un residuo obligado en la generación de electricidad por combustibles, que en el mejor de los casos es del 50% de la energía utilizada y normalmente es mayor.

## Aplicaciones
El mercado potencial de las instalaciones de trigeneración es muy amplio. Incluye aplicaciones con una elevada demanda de calor y frío, por ejemplo en el sector residencial (viviendas, redes de barrio para calefacción:calefacción urbana y refrigeración), en el sector servicios o terciario (complejos turísticos y deportivos, centros comerciales, supermercados, estaciones de ferrocarril, aeropuertos, etc.) y también en la industria (farmacéutica, alimentaria, etc.)

## Ejemplos de plantas de trigeneración
- «Trigeneración con biomasa y fotovoltaica en industria de cosméticos». Archivado desde el original el 21 de junio de 2012. Consultado el 5 de septiembre de 2013.
- «Trigeneración en fábrica de productos alimenticios». (enlace roto disponible en Internet Archive; véase el historial, la primera versión y la última).
- «Trigeneración en centros comerciales». Archivado desde el original el 4 de marzo de 2016. Consultado el 5 de septiembre de 2013.
- «Trigeneración en aeropuerto». Archivado desde el original el 3 de agosto de 2012. Consultado el 5 de septiembre de 2013.

Para más información:
- The World Alliance for Decentralized Energy
- Trigeneración en Europa Archivado el 11 de enero de 2016 en Wayback Machine.

- Datos: Q1500308
- Multimedia: Trigeneration / Q1500308